# قلعه تپه‌وحیاط

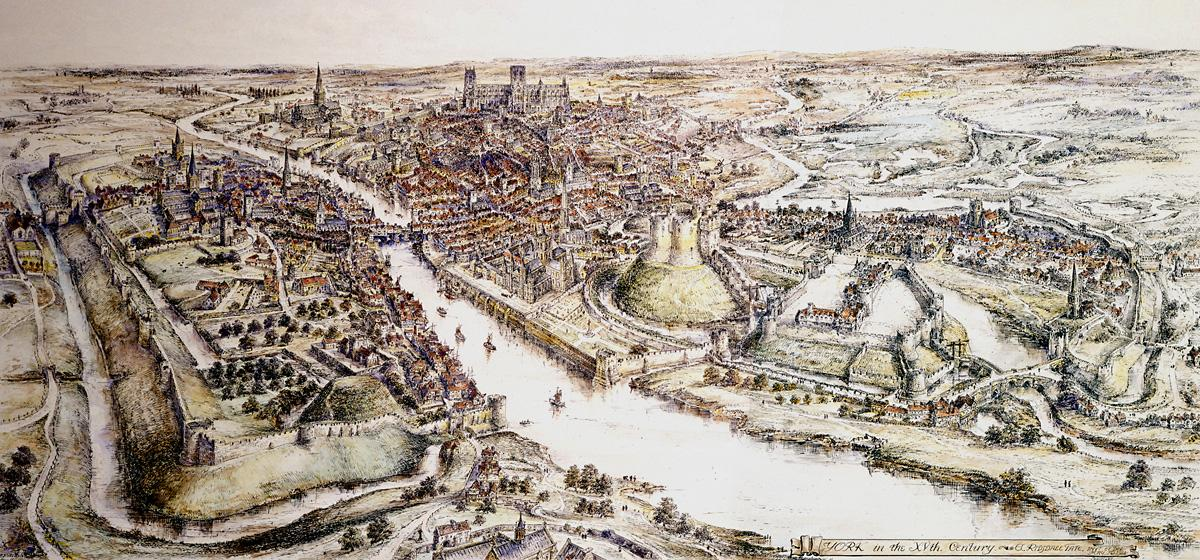
بازسازی شهر یورک در انگلستان در قرن پانزدهم، قلعه‌های مات‌وبیلی الدبیل (چپ) و قلعه یورک (راست)

قلعه تپه‌وحیاط یا قلعه مات‌وبِیْلی (انگلیسی: Motte-and-bailey castle) نوعی برجک دفاعی سنگی یا چوبی بود که بر روی تپه‌ای مصنوعی و خاکی موسوم به مات ساخته می‌شد و دور آن حیاطی محصور موسوم به «بِیْلی» قرار داشت. دور حیاط خاکریز دفاعی و نرده دفاعی‌کشیده می‌شد. ساخت این قلعه‌ها با استفاده از کارگران ناماهر آسان بود ولی بااین‌همه قابلیت دفاعی قابل‌توجهی داشتند. ساخت این قلعه‌ها از قرن دهم میلادی به بعد در سراسر اروپای شمالی رواج یافت و از نرماندی‌و آنژو در فرانسه به امپراتوری مقدس روم گسترش یافت. نورمن‌ها الگوی این قلعه را پس از تهاجم به انگلستان و ولز در ۱۰۶۶ به این سرزمین‌ها آوردند. طرح قلعه‌های تپه‌وحصار در قرون دوازدهم و سیزدهم در اسکاتلند، ایرلند، کشورهای سفلی، و دانمارک اتخاذ شد. تا اواخر قرن سیزدهم میلادی طرح قلعه‌های تپه‌وحصار با استحکامات دیگر جایگزین شده بود، ولی ساختارهای تپه‌ای خاکی در بسیاری از کشورها یکی از ویژگی‌های معماری دفاعی باقی ماندند.